# تختها
تختها یا عرشیان (انگلیسی: Thrones) گروهی از فرشتگان هستند که توسط پولس در کتاب کولوسیان در عهد جدید مورد اشاره قرار گرفته‌اند و با عرش خداوند مرتبط هستند. آنها سمبل عدالت خداوند و قدرت او هستند. بر اساس عهد جدید تختها به مسیح خدمت می‌کنند. تختها بار دیگر در مکاشفه یوحنا ۱۱:۱۶ مورد اشاره قرار گرفته‌اند. بر اساس بعضی نوشته‌ها تختها در مسیحیت معادل ارلیم در یهودیت می‌باشند. ولیکن معنی لغوی ارلیم با تختها متفاوت است. تختها فرشتگانی از رده سوم می‌باشند و دارای قدرت و حرکت غیرقابل تصور هستند. آنها نگهبان انرژیهای بالاتر و فراختر هستند. آنها مسئول پخش این انرژیها در دنیا هستند. تختها در متون مذهبی معمولاً به عنوان آورنده عدالت شناخته می‌شوند. آنها با سیاره‌ها نیز مرتبط هستند. تختها گروهی از قویترین فرشتگان تحت امر خداوند هستند. بر اساس نوشته سنت توماس تختها آورنده قضاوت الهی هستند و عدالت الهی خداوند را برقرار می‌کنند. آنها انرژیهای مثبت را تولید، پخش و جذب می‌کنند. آنها با وجود قدرت بیش از حد خود، بسیار فروتن هستند و عدالت را بدون غرور و ترس برقرار می‌کنند. به دلیل اینکه آنها نماینده عرش خداوند و عدالت و  قدرت او هستند تختها نامیده می‌شوند و سمبل آنها تخت است.